# Landgericht Schwaben

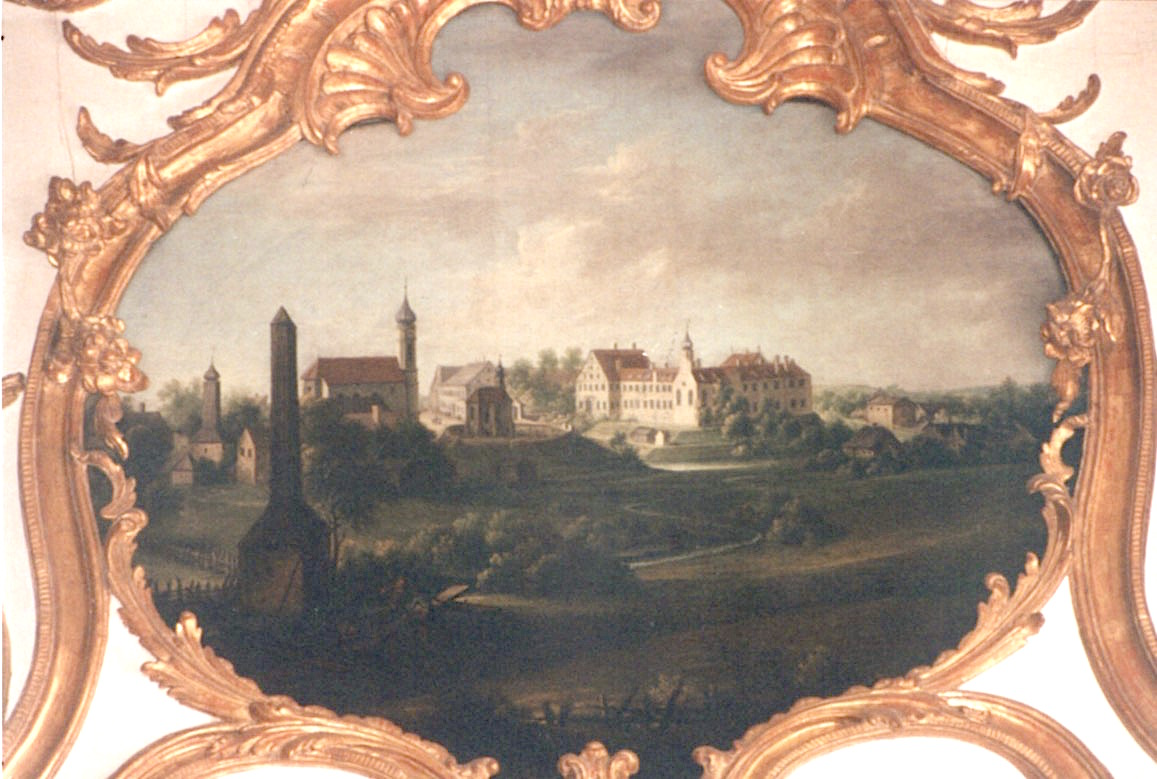
Das kurfürstliche Schloss und Sitz des Landgerichts – Blick von Nordosten

Das Landgericht Schwaben war ein herzoglich-bayerisches Pfleggericht mit Sitz im Schloss Schwaben im heutigen Markt Schwaben (Oberbayern), das bis 1811 bestand. Es umfasste den heutigen Landkreis Ebersberg sowie Teile der heutigen Landkreise Rosenheim, Erding und München.

## Geschichte
Das Gebiet des Landgerichtes Schwaben gehört zu den altbayerischen Gebieten. Als die Wittelsbacher in den Besitz des Gebietes kamen, übertrugen sie die entsprechenden Herrschafts- und Verwaltungsfunktionen von  Falkenberg bei Moosach nach Schwaben. Ein wichtiger Schritt dafür war die Einsetzung eines Richters zu Schwaben (zwischen 1270 und 1290). Im Jahre 1283 ließ Herzog Ludwig II. der Strenge zudem in Schwaben eine Burg erbauen, die mit einem Burggraben umgeben wurde und ab diesem Zeitpunkt Sitz der herzoglichen Verwaltung und eines Landgerichts war, das auch als Pfleggericht bezeichnet wurde. Dieses kam 1392 zum Teilherzogtum Bayern-Ingolstadt unter Herzog Stephan III.
Nach dem Tod von Ludwig VII., dem letzten Herzog von Bayern-Ingolstadt, besetzte Herzog Heinrich XVI. von Bayern-Landshut einen Großteil Oberbayerns an Donau und nördlichem Lech. Herzog Albrecht III. konnte sich durch Verhandlungen für Bayern-München im Erdinger Vertrag von 1450 nur das Pfleggericht Schwaben sichern. Im Jahre 1650 wurde an der Stelle der Burg auf Geheiß von Kurfürst Maximilian I. der Bau eines großen, vierflügeligen Schlosses begonnen und durch dessen Witwe Maria Anna 1659 vollendet. Das Schloss war Sitz des Landgerichts Schwaben. Im Jahre 1805 wurde das letzte Urteil eines Blutgerichts durch das Landgericht Schwaben verhängt, woraufhin zwei Grafinger Mörder im „Galgenhölzl“ enthauptet wurden. Die Verwaltungsgliederung des im Jahr 1806 ausgerufenen Königreichs Bayern wurde zur Eingliederung der neu erworbenen Gebiete im Jahre 1808 völlig neu gestaltet. Das Landgericht Schwaben (als sogenanntes Landgericht älterer Ordnung Gerichts- und Verwaltungsbehörde) wurde dem Isarkreis zugeordnet, der 1837 die Bezeichnung Oberbayern erhielt. Im Jahre 1812 wurde der Sitz des Landgerichts nach Ebersberg verlegt und das Gericht entsprechend in Landgericht Ebersberg umbenannt. Die Veräußerung des Schlosses an privat erfolgte ebenfalls im Jahr 1812, heute ist nur noch der Südflügel erhalten, hier befindet sich heute unter anderem die Gemeindebücherei.

## Gliederung vor 1808

### Landgerichtsunmittelbare Orte
Nach dem Steuerbuch von 1671 gab es folgende (Schergen-)Ämter, die den nachfolgend genannten Hauptmannschaften übergeordnet waren:
- Amt Purfing
  - Hauptmannschaft Schwaben
  - Hauptmannschaft Poing
  - Hauptmannschaft Gelting
  - Hauptmannschaft Pliening
  - Hauptmannschaft Finsing
  - Hauptmannschaft Landsham
  - Hauptmannschaft Holzhausen
  - Hauptmannschaft Oberneuching (auch für Niederneuching)
  - Hauptmannschaft Pretzen
  - Hauptmannschaft Wimpasing
  - Hauptmannschaft Siggenhofen
  - Hauptmannschaft Inning (Forstinning)
  - Hauptmannschaft Forstern
  - Hauptmannschaft Kreith
  - Hauptmannschaft Anzing
  - Hauptmannschaft Purfing
  - Hauptmannschaft Neufarn
  - Hauptmannschaft Parsdorf
  - Hauptmannschaft Weißenfeld
  - Hauptmannschaft Baldham
  - Hauptmannschaft Vaterstetten
  - Hauptmannschaft Pöring
  - Hauptmannschaft Ingelsberg

- Amt Wiesham
  - Hauptmannschaft Hohenthann
  - Hauptmannschaft Aßling
  - Hauptmannschaft Holzen
  - Hauptmannschaft Antersberg
  - Hauptmannschaft Hörmannsdorf
  - Hauptmannschaft Kirchseeon
  - Hauptmannschaft Eisendorf
  - Hauptmannschaft Loitersdorf
  - Hauptmannschaft Untereichhofen
  - Hauptmannschaft Obereichhofen
  - Hauptmannschaft Hüttelhofen
  - Hauptmannschaft Bolkam
  - Hauptmannschaft Schönau
  - Hauptmannschaft Stetten
  - Hauptmannschaft Steinkirchen
  - Hauptmannschaft Nettelkofen
  - Hauptmannschaft Biberg
  - Hauptmannschaft Öxing
  - Hauptmannschaft Straußdorf
  - Hauptmannschaft Wimpersing
  - Hauptmannschaft Frauenneuharting
  - Hauptmannschaft Dorfen
  - Hauptmannschaft Niclasreuth
  - Hauptmannschaft Sindlhausen
  - Hauptmannschaft Rinding
  - Hauptmannschaft Oberlaufing
  - Hauptmannschaft Lauterbach
  - Hauptmannschaft Abersdorf
  - Hauptmannschaft Etzenberg
  - Hauptmannschaft Steinhöring
  - Hauptmannschaft Pollmoos
  - Hauptmannschaft Buchschechen
  - Hauptmannschaft Berg
  - Hauptmannschaft Dietmering
  - Hauptmannschaft Tulling
  - Hauptmannschaft Sigersdorf
  - Hauptmannschaft Englmeng
  - Hauptmannschaft Hintsberg
  - Hauptmannschaft Traxl
  - Hauptmannschaft Haus
  - Hauptmannschaft Kronau
  - Hauptmannschaft Angelsbruck
  - Hauptmannschaft Dettendorf
  - Hauptmannschaft Wollmannsberg
  - Hauptmannschaft Schalldorf

- Amt Northofen
  - Hauptmannschaft Rohrsdorf
  - Hauptmannschaft Westerndorf
  - Hauptmannschaft Berganger
  - Hauptmannschaft Baiern
  - Hauptmannschaft Reinstorf
  - Hauptmannschaft Hafelsberg
  - Hauptmannschaft Lindach
  - Hauptmannschaft Schlacht
  - Hauptmannschaft Esterndorf
  - Hauptmannschaft Glonn
  - Hauptmannschaft Adling
  - Hauptmannschaft Oberpframmern
  - Hauptmannschaft Haslach
  - Hauptmannschaft Balkham
  - Hauptmannschaft Herrmannsdorf
  - Hauptmannschaft Orthofen
  - Hauptmannschaft Zorneding
  - Hauptmannschaft Harthausen
  - Hauptmannschaft Alxing
  - Hauptmannschaft Fürmoosen
  - Hauptmannschaft Moosach
  - Hauptmannschaft Buch
  - Hauptmannschaft Ilching
  - Hauptmannschaft Hohenbrunn
  - Hauptmannschaft Siegertsbrunn
  - Hauptmannschaft Grasbrunn

- Neue Hofmark Ebersberg (=Amt Ebersberg)
  - Gebiet (Forst-) Inning
  - Gebiet Eichbichl
  - Gebiet Zorneding

### Herrschafts- und Hofmarksorte
- Sitz Anzing
- Sitz Biberg
- Sitz Finsing
- Sitz Gersdorf
- Sitz Hirschbichl (Hirschberg, Hirschau)
- Sitz Hub (=Haabern)
- Sitz Mattenhofen
- Sitz Oberneuching
- Sitz Pöring
- Sitz Poing
- Sitz Unterspann
- Sitz Wolfesing
- Alte Hofmark Ebersberg (mit allein 121 Anwesen in der Stadt Ebersberg)

### Einzelne Anwesen oder einschichtige Untertanen
- Hofmark Eichbichl
- Hofmark Tegernau
- Hofmark Möschenfeld
- Hofmark Egmating
- Hofmark Eisendorf
- Hofmark Elkofen
- Hofmark Falkenberg
- Hofmark Höhenkirchen
- Hofmark Jacobneuharting
- Hofmark Jacobneuharting
- Hofmark Lorenzenberg
- Hofmark Ottenhofen
- Hofmark Wildenholzen
- Hofmark Zinneberg
- Hofmark Solln (Pfleggericht Starnberg)
- Hofmark Mörlbach und Bachhausen (Gericht Wolfratshausen)
- Hofmark Pang und Pullach (Gericht Aibling)
- Hofmark Unterprenberg (Gericht Mitterfels)
- Sitz Mittersendling
- Hochgraf Ruepp (in Abersdorf, Biberg und Vaterstetten)
- Hofmark Eurasburg (Gericht Wolfratshausen)
- Hofmark Obergangkofen (Pfleggericht Erding)
- Grafschaft Hohenwaldeck (Pfleggericht Aibling)
- Gräflich Preysing'sches Majoratslehen
- Hofmark Taufkirchen (Gericht Wolfratshausen)
- Gräfin Lerchenfeld (Vaterstetten)
- Klosterhofmark Beyharting (einschichtige Untertanen)
- Klosterhofmark Rott

### Märkte
- Schwaben
- Grafing